# Tour de Romandia 2016
El Tour de Romandia 2016 fou la 70a edició del Tour de Romandia. La cursa es disputà entre el 26 d'abril i l'1 de maig de 2016 sobre un recorregut de 705,6 km per carreteres suïsses, distribuïts en sis etapes. Aquesta era la catorzena prova de l'UCI World Tour 2016.

## Equips
En ser el Tour de Romandia una cursa de l'UCI World Tour els 18 equip amb categoria World Tour tenen el dret i obligació a prendre-hi part. A banda, l'organitzador va convidar dos equip continental professional, per totalitzar un gran grup amb 20 equips i 160 corredors.
| Núm.  | Codi | Equip              |
| ----- | ---- | ------------------ |
| 1-8   | KAT  | Team Katusha       |
| 11-18 | TNK  | Team Tinkoff       |
| 21-28 | SKY  | Team Sky           |
| 31-38 | BMC  | BMC Racing Team    |
| 41-48 | EQS  | Etixx-Quick Step   |
| 51-58 | MOV  | Movistar Team      |
| 61-68 | OGE  | Orica-GreenEDGE    |
| 71-78 | FDJ  | FDJ                |
| 81-88 | TFS  | Trek-Segafredo     |
| 91-98 | TLJ  | Team LottoNL-Jumbo |

| Núm.    | Codi | Equip                 |
| ------- | ---- | --------------------- |
| 101-108 | LTS  | Lotto Soudal          |
| 111-118 | LAM  | Lampre-Merida         |
| 121-128 | CPT  | Cannondale            |
| 131-138 | IAM  | IAM Cycling           |
| 141-148 | ALM  | AG2R La Mondiale      |
| 151-158 | AST  | Astana Qazaqstan Team |
| 161-168 | DDD  | Dimension Data        |
| 171-178 | TGA  | Team Giant-Alpecin    |
| 181-188 | ROT  | Team Roth             |
| 191-198 | WGG  | Wanty-Groupe Gobert   |

## Etapes
| Etapa    | Data      | Ciutats d'etapa                       | type                      | Distància (km) | Vencedor de l'etapa   | Líder de la general   |
| -------- | --------- | ------------------------------------- | ------------------------- | -------------- | --------------------- | --------------------- |
| Pròleg   | 26 de abr | La Chaux-de-Fonds – La Chaux-de-Fonds | pròleg                    | 3,95           | Ion Izagirre Insausti | Ion Izagirre Insausti |
| 1a etapa | 27 de abr | Mathod – Moudon                       | etapa accidentada         | 100,5          | Marcel Kittel         | Ion Izagirre Insausti |
| 2a etapa | 28 de abr | Moudon – Morgins                      | etapa de muntanya         | 177            | Nairo Quintana Rojas  | Nairo Quintana Rojas  |
| 3a etapa | 29 de abr | Sion – Sion                           | contrarellotge individual | 15,11          | Thibaut Pinot         | Nairo Quintana Rojas  |
| 4a etapa | 30 de abr | Conthey – Villars-sur-Ollon           | etapa de muntanya         | 172,7          | Christopher Froome    | Nairo Quintana Rojas  |
| 5a etapa | 1 de maig | Ollon – Ginebra                       | etapa accidentada         | 177,4          | Michael Albasini      | Nairo Quintana Rojas  |

### Pròleg
26 d'abril de 2016. La Chaux-de-Fonds - La Chaux-de-Fonds, 3,95 km (contrarellotge individual)
Primera etapa amb format de contrarellotge individual pels carrers de La Chaux-de-Fonds, amb una petita cota de tercera categoria a superar en el quilòmetre 1,63.
Ion Izagirre (Movistar Team) va ser el més ràpid en aquesta curta contrarellotge, amb sis segons sobre Tom Dumoulin (Team Giant-Alpecin). La pluja va afectar diversos ciclistes, sent Michael Albasini (Orica-GreenEDGE), que va caure, el més perjudicat.
Resultats i classificació general després del pròleg
|    | Ciclista                 | Equip              | Temps  |
| -- | ------------------------ | ------------------ | ------ |
| 1  | Ion Izagirre (ESP)       | Movistar Team      | 5' 33" |
| 2  | Tom Dumoulin (NED)       | Team Giant-Alpecin | + 6"   |
| 3  | Michał Kwiatkowski (POL) | Team Sky           | + 7"   |
| 4  | Geraint Thomas (GBR)     | Team Sky           | + 7"   |
| 5  | Gorka Izagirre (ESP)     | Movistar Team      | + 8"   |
| 6  | Moreno Moser (ITA)       | Cannondale         | + 9"   |
| 7  | Reto Hollenstein (SUI)   | IAM Cycling        | + 11"  |
| 8  | Louis Vervaeke (BEL)     | Lotto Soudal       | + 11"  |
| 9  | Tejay van Garderen (USA) | BMC Racing Team    | + 11"  |
| 10 | Martijn Keizer (NED)     | Team LottoNL-Jumbo | + 12"  |

### Etapa 1
27 d'abril de 2016. La Chaux-de-Fonds Mathod - Moudon, 166,9 km  100,5 km
|    | Ciclista                   | Equip               | Temps      |
| -- | -------------------------- | ------------------- | ---------- |
| 1  | Marcel Kittel (GER)        | Etixx-Quick Step    | 2h 27' 46" |
| 2  | Niccolò Bonifazio (ITA)    | Trek-Segafredo      | m. t.      |
| 3  | Michael Albasini (SUI)     | Orica-GreenEDGE     | m. t.      |
| 4  | Tosh Van der Sande (BEL)   | Lotto Soudal        | m. t.      |
| 5  | Ramūnas Navardauskas (LTU) | Cannondale          | m. t.      |
| 6  | Davide Cimolai (ITA)       | Lampre-Merida       | m. t.      |
| 7  | Samuel Dumoulin (FRA)      | AG2R La Mondiale    | m. t.      |
| 8  | Enrico Gasparotto (ITA)    | Wanty-Groupe Gobert | m. t.      |
| 9  | Kristian Sbaragli (ITA)    | Dimension Data      | m. t.      |
| 10 | Ilnur Zakarin (RUS)        | Team Katusha        | m. t.      |

|    | Ciclista                 | Equip              | Temps      |
| -- | ------------------------ | ------------------ | ---------- |
| 1  | Ion Izagirre (ESP)       | Movistar Team      | 2h 33' 19" |
| 2  | Tom Dumoulin (NED)       | Team Giant-Alpecin | + 6"       |
| 3  | Geraint Thomas (GBR)     | Team Sky           | + 7"       |
| 4  | Gorka Izagirre (ESP)     | Movistar Team      | + 8"       |
| 5  | Moreno Moser (ITA)       | Cannondale         | + 9"       |
| 6  | Reto Hollenstein (SUI)   | IAM Cycling        | + 11"      |
| 7  | Louis Vervaeke (BEL)     | Lotto Soudal       | + 11"      |
| 8  | Tejay van Garderen (USA) | BMC Racing Team    | + 11"      |
| 9  | Martijn Keizer (NED)     | Team LottoNL-Jumbo | + 12"      |
| 10 | Thibaut Pinot (FRA)      | FDJ                | + 12"      |

### Etapa 2
28 d'abril de 2016. Moudon - Morgins, 173,9 km
|    | Ciclista             | Equip         | Temps      |
| -- | -------------------- | ------------- | ---------- |
| 1  | Nairo Quintana (COL) | Movistar Team | 4h 28' 40" |
| 2  | Ilnur Zakarin (RUS)  | Team Katusha  | m. t.      |
| 3  | Rui Costa (SUI)      | Lampre-Merida | + 26"      |
| 4  | Rigoberto Urán (COL) | Cannondale    | + 26"      |
| 5  | Thibaut Pinot (FRA)  | FDJ           | + 26"      |
| 6  | Ion Izagirre (ESP)   | Movistar Team | + 26"      |
| 7  | Rafał Majka (POL)    | Team Tinkoff  | + 26"      |
| 8  | Mathias Frank (SUI)  | IAM Cycling   | + 26"      |
| 9  | Pierre Rolland (FRA) | Cannondale    | + 26"      |
| 10 | Simon Špilak (SLO)   | Team Katusha  | + 26"      |

|    | Ciclista             | Equip          | Temps      |
| -- | -------------------- | -------------- | ---------- |
| 1  | Nairo Quintana (COL) | Movistar Team  | 7h 02' 05" |
| 2  | Ilnur Zakarin (RUS)  | Team Katusha   | + 18"      |
| 3  | Ion Izagirre (ESP)   | Movistar Team  | + 20"      |
| 4  | Thibaut Pinot (FRA)  | FDJ            | + 32"      |
| 5  | Rui Costa (SUI)      | Lampre-Merida  | + 36"      |
| 6  | Mathias Frank (SUI)  | IAM Cycling    | + 37"      |
| 7  | Simon Špilak (SLO)   | Team Katusha   | + 42"      |
| 8  | Pierre Rolland (FRA) | Cannondale     | + 43"      |
| 9  | Bauke Mollema (NED)  | Trek-Segafredo | + 44"      |
| 10 | Rigoberto Urán (COL) | Cannondale     | + 46"      |

### Etapa 3
29 d'abril de 2016. Sion - Sion, 15,1 km (contrarellotge individual)
|    | Ciclista             | Equip              | Temps   |
| -- | -------------------- | ------------------ | ------- |
| 1  | Thibaut Pinot (FRA)  | FDJ                | 20' 21" |
| 2  | Tom Dumoulin (NED)   | Team Giant-Alpecin | + 2"    |
| 3  | Bob Jungels (LUX)    | Etixx-Quick Step   | + 8"    |
| 4  | Chris Froome (GBR)   | Team Sky           | + 9"    |
| 5  | Jérôme Coppel (FRA)  | IAM Cycling        | + 9"    |
| 6  | Nairo Quintana (COL) | Movistar Team      | + 9"    |
| 7  | Ilnur Zakarin (RUS)  | Team Katusha       | + 17"   |
| 8  | Ion Izagirre (ESP)   | Movistar Team      | + 17"   |
| 9  | Steve Morabito (SUI) | IAM Cycling        | + 22"   |
| 10 | Manuele Boaro (ITA)  | Team Tinkoff       | + 24"   |

|    | Ciclista                 | Equip              | Temps      |
| -- | ------------------------ | ------------------ | ---------- |
| 1  | Nairo Quintana (COL)     | Movistar Team      | 7h 22' 35" |
| 2  | Thibaut Pinot (FRA)      | FDJ                | + 23"      |
| 3  | Ilnur Zakarin (RUS)      | Team Katusha       | + 26"      |
| 4  | Ion Izagirre (ESP)       | Movistar Team      | + 29"      |
| 5  | Tom Dumoulin (NED)       | Team Giant-Alpecin | + 50"      |
| 6  | Mathias Frank (SUI)      | IAM Cycling        | + 1' 06"   |
| 7  | Simon Špilak (SLO)       | Team Katusha       | + 1' 11"   |
| 8  | Rui Costa (SUI)          | Lampre-Merida      | + 1' 12"   |
| 9  | Tejay van Garderen (USA) | BMC Racing Team    | + 1' 22"   |
| 10 | Rafał Majka (POL)        | Team Tinkoff       | + 1' 23"   |

### Etapa 4
30 d'abril de 2016. Conthey - Villars-sur-Ollon, 172,7 km
|    | Ciclista                 | Equip           | Temps      |
| -- | ------------------------ | --------------- | ---------- |
| 1  | Christopher Froome (GBR) | Team Sky        | 4h 44' 24" |
| 2  | Ion Izagirre (ESP)       | Movistar Team   | + 4"       |
| 3  | Thibaut Pinot (FRA)      | FDJ             | + 4"       |
| 4  | Ilnur Zakarin (RUS)      | Team Katusha    | + 4"       |
| 5  | Nairo Quintana (COL)     | Movistar Team   | + 4"       |
| 6  | Bauke Mollema (NED)      | Trek-Segafredo  | + 4"       |
| 7  | Rui Costa (SUI)          | Lampre-Merida   | + 4"       |
| 8  | Rigoberto Urán (COL)     | Cannondale      | + 4"       |
| 9  | Tejay van Garderen (USA) | BMC Racing Team | + 4"       |
| 10 | Simon Špilak (SLO)       | Team Katusha    | + 4"       |

|    | Ciclista                 | Equip              | Temps       |
| -- | ------------------------ | ------------------ | ----------- |
| 1  | Nairo Quintana (COL)     | Movistar Team      | 12h 07' 03" |
| 2  | Thibaut Pinot (FRA)      | FDJ                | + 19"       |
| 3  | Ion Izagirre (ESP)       | Movistar Team      | + 23"       |
| 4  | Ilnur Zakarin (RUS)      | Team Katusha       | + 26"       |
| 5  | Tom Dumoulin (NED)       | Team Giant-Alpecin | + 57"       |
| 6  | Rui Costa (SUI)          | Lampre-Merida      | + 1' 12"    |
| 7  | Simon Špilak (SLO)       | Team Katusha       | + 1' 16"    |
| 8  | Mathias Frank (SUI)      | IAM Cycling        | + 1' 16"    |
| 9  | Bauke Mollema (NED)      | Trek-Segafredo     | + 1' 24"    |
| 10 | Tejay van Garderen (USA) | BMC Racing Team    | + 1' 27"    |

### Etapa 5
1 de maig de 2016. Ollon - Ginebra, 177,4 km
|    | Ciclista                | Equip              | Temps      |
| -- | ----------------------- | ------------------ | ---------- |
| 1  | Michael Albasini (SUI)  | Orica-GreenEDGE    | 4h 13' 17" |
| 2  | Andrey Amador (CRC)     | Movistar Team      | m.t.       |
| 3  | Wilco Kelderman (NED)   | Team LottoNL-Jumbo | m.t.       |
| 4  | Niccolò Bonifazio (ITA) | Trek-Segafredo     | m.t.       |
| 5  | Moreno Hofland (NED)    | Team LottoNL-Jumbo | m.t.       |
| 6  | Kristian Sbaragli (ITA) | Dimension Data     | m.t.       |
| 7  | Daryl Impey (RSA)       | Orica-GreenEDGE    | m.t.       |
| 8  | Tom Bohli (SUI)         | IAM Cycling        | m.t.       |
| 9  | Carlos Verona (ESP)     | Etixx-Quick Step   | m.t.       |
| 10 | Jarlinson Pantano (COL) | IAM Cycling        | m.t.       |

|    | Ciclista                 | Equip              | Temps       |
| -- | ------------------------ | ------------------ | ----------- |
| 1  | Nairo Quintana (COL)     | Movistar Team      | 16h 20' 20" |
| 2  | Thibaut Pinot (FRA)      | FDJ                | + 19"       |
| 3  | Ion Izagirre (ESP)       | Movistar Team      | + 23"       |
| 4  | Ilnur Zakarin (RUS)      | Team Katusha       | + 26"       |
| 5  | Tom Dumoulin (NED)       | Team Giant-Alpecin | + 57"       |
| 6  | Rui Costa (SUI)          | Lampre-Merida      | + 1' 12"    |
| 7  | Simon Špilak (SLO)       | Team Katusha       | + 1' 16"    |
| 8  | Mathias Frank (SUI)      | IAM Cycling        | + 1' 16"    |
| 9  | Bauke Mollema (NED)      | Trek-Segafredo     | + 1' 24"    |
| 10 | Tejay van Garderen (USA) | BMC Racing Team    | + 1' 27"    |

## Classificacions finals

### Classificació general
|    | Ciclista                 | Equip              | Temps       |
| -- | ------------------------ | ------------------ | ----------- |
| 1  | Nairo Quintana (COL)     | Movistar Team      | 16h 20' 20" |
| 2  | Thibaut Pinot (FRA)      | FDJ                | + 19"       |
| 3  | Ion Izagirre (ESP)       | Movistar Team      | + 23"       |
| 4  | Ilnur Zakarin (RUS)      | Team Katusha       | + 26"       |
| 5  | Tom Dumoulin (NED)       | Team Giant-Alpecin | + 57"       |
| 6  | Rui Costa (SUI)          | Lampre-Merida      | + 1' 12"    |
| 7  | Simon Špilak (SLO)       | Team Katusha       | + 1' 16"    |
| 8  | Mathias Frank (SUI)      | IAM Cycling        | + 1' 16"    |
| 9  | Bauke Mollema (NED)      | Trek-Segafredo     | + 1' 24"    |
| 10 | Tejay van Garderen (USA) | BMC Racing Team    | + 1' 27"    |

### Classificacions secundàries
|   | Ciclista                 | Equip         | Punts |
| - | ------------------------ | ------------- | ----- |
| 1 | Sander Armée (BEL)       | Lotto Soudal  | 42    |
| 2 | Nairo Quintana (COL)     | Movistar Team | 34    |
| 3 | Christopher Froome (GBR) | Team Sky      | 28    |

|   | Ciclista               | Equip         | Punts |
| - | ---------------------- | ------------- | ----- |
| 1 | Michael Albasini (SUI) | IAM Cycling   | 91    |
| 2 | Ion Izagirre (ESP)     | Movistar Team | 81    |
| 3 | Thibaut Pinot (FRA)    | FDJ           | 75    |

|   | Ciclista            | Equip            | Temps       |
| - | ------------------- | ---------------- | ----------- |
| 1 | Pierre Latour (FRA) | AG2R La Mondiale | 16h 22' 44" |
| 2 | Damien Howson (AUS) | Orica-GreenEDGE  | + 1' 57"    |
| 3 | Merhawi Kudus (ERI) | Dimension Data   | + 2' 49"    |

|   | Equip         | País         | Temps       |
| - | ------------- | ------------ | ----------- |
| 1 | Movistar Team | Espanya      | 49h 06' 36" |
| 2 | Team Katusha  | Rússia       | + 1' 24"    |
| 3 | Cannondale    | Estats Units | + 10' 49"   |

### UCI World Tour
El Tour de Romandia atorga punts per l'UCI World Tour 2016 sols als ciclistes dels equips de categoria World Tour.
| Posició               | 1r  | 2n | 3r | 4t | 5è | 6è | 7è | 8è | 9è | 10è |
| Classificació general | 100 | 80 | 70 | 60 | 50 | 40 | 30 | 20 | 10 | 4   |
| Per etapa             | 6   | 4  | 2  | 1  | 1  |    |    |    |    |     |

| #  | Ciclista               | Equip              | Punts |
| -- | ---------------------- | ------------------ | ----- |
| 1  | Nairo Quintana (COL)   | Movistar Team      | 107   |
| 2  | Thibaut Pinot (FRA)    | FDJ                | 89    |
| 3  | Ion Izagirre (ESP)     | Movistar Team      | 80    |
| 4  | Ilnur Zakarin (RUS)    | Team Katusha       | 65    |
| 5  | Tom Dumoulin (NED)     | Team Giant-Alpecin | 58    |
| 6  | Rui Costa (POR)        | Lampre-Merida      | 42    |
| 7  | Simon Špilak (SLO)     | Team Katusha       | 30    |
| 8  | Mathias Frank (SUI)    | IAM Cycling        | 20    |
| 9  | Bauke Mollema (NED)    | Trek-Segafredo     | 10    |
| 10 | Michael Albasini (SUI) | Orica-GreenEDGE    | 8     |

## Evolució de les classificacions
| Etepa | Vencedor           | Classificació general | Classificació de la muntanya | Classificació per punts | Classificació dels joves | Classificació per equips |
| ----- | ------------------ | --------------------- | ---------------------------- | ----------------------- | ------------------------ | ------------------------ |
| P     | Ion Izagirre       | Ion Izagirre          | Louis Vervaeke               | Ion Izagirre            | Louis Vervaeke           | Movistar Team            |
| 1     | Marcel Kittel      | Ion Izagirre          | Sander Armée                 | Marcel Kittel           | Louis Vervaeke           | Movistar Team            |
| 2     | Nairo Quintana     | Nairo Quintana        | Nairo Quintana               | Marcel Kittel           | Davide Formolo           | Cannondale               |
| 3     | Thibaut Pinot      | Nairo Quintana        | Nairo Quintana               | Ion Izagirre            | Damien Howson            | Movistar Team            |
| 4     | Christopher Froome | Nairo Quintana        | Nairo Quintana               | Ion Izagirre            | Pierre Latour            | Movistar Team            |
| 5     | Michael Albasini   | Nairo Quintana        | Sander Armée                 | Michael Albasini        | Pierre Latour            | Movistar Team            |
| Final | Final              | Nairo Quintana        | Michael Albasini             | Sander Armée            | Pierre Latour            | Movistar Team            |